# Секст Апулей IV
Вижте пояснителната страница за други личности с името Секст Апулей.
Секст Апулей IV (на латински: Sextus Appuleius) е политик на Римската империя през 1 век.
Произлиза от знатната фамилия Апулеи и последният известен от нея. Чрез прабаба си Октавия Старша, доведена сестра на Октавиан Август, той е роднина с Юлиево-Клавдиевата династия.
Той е син на Секст Апулей III (консул 14 г.) и Фабия Нумантина, дъщеря на Африкан Фабий Максим (консул 10 пр.н.е.). Половин брат е на Апулея Варила.